# Cua del pantà d'Escales
El pantà d'Escales represa les aigües de la Noguera Ribagorçana. La resclosa d'aquest pantà es troba en terres aragoneses, a tocar de la comarca del Pallars Jussà. La cua del pantà d'Escales es localitza a escassament un quilòmetre de la població del Pont de Suert.
Es tracta d'un embassament de grans dimensions. La seva cua se situa sobre un tram de la vall força obert i d'escàs pendent. Aquest fet permet que la vegetació de ribera colonitzi les vores del pantà. Cal destacar especialment la presència d'una extensa salzeda ben estructurada (hàbitat d'interès comunitari 3240), localitzada en el marge esquerre.
Pel que fa a la fauna, abunden ocells característics de les zones humides, que o bé hi crien -com l'ànec collverd (Anas platyrhynchos) o la gallineta (Gallinula chloropus)-, o bé hi hivernen o l'utilitzen durant la migració, com el bernat pescaire (Ardea cinerea), els corbs marins (Phalacrocorax sp.), etc.
Malgrat estar envoltat per dues carreteres nacionals (N-230 i la N-260), l'accés a l'espai no és senzill i aquest no presenta problemes de conservació derivats d'una elevada freqüentació humana. No obstant, s'han instal·lat vora els marges diverses infraestructures i serveis, alguns de les quals són força impactants. Al marge esquerre trobem un centre de recuperació de fauna salvatge, una EDAR i una planta de tractament d'àrids, amb problemes de pols i abocament de materials de rebuig a alguns talussos. Al marge dret hi ha un centre d'activitats turístiques i esports d'aventura, amb un petit circuit per a vehicles (motos o quads). Cal controlar les possibles ocupacions del domini públic hidràulic i regular els usos.
Com a tot embassament, una deficient regulació del nivell d'inundació pot afectar negativament la conservació del bosc de ribera i la fauna i flora associada a l'espai.